# Berlin (Cap-Oriental)
Pour les articles homonymes, voir Berlin (homonymie).
Berlin (appelée aussi Ntabozuko en isixhosa et Berlyn en afrikaans) est une petite ville située dans la banlieue périphérique de Buffalo City dans la province du Cap-Oriental en Afrique du Sud. 
Fondé en 1857 dans l'est de la colonie du Cap par un missionnaire, Carl Pape, et des colons allemands de la légion germano-britannique, Berlin est située à 20 km à l'est de King William's Town. 
Seon le recensement de 2011, la ville compte 3 048 habitants et est de langue maternelle isixhosa à 91%.